# Sainte-Maure-de-Touraine
Sainte-Maure-de-Touraine är en kommun i departementet Indre-et-Loire i regionen Centre-Val de Loire i de centrala delarna av Frankrike. Kommunen ligger i kantonen Sainte-Maure-de-Touraine som tillhör arrondissementet Chinon. År 2022 hade Sainte-Maure-de-Touraine 4 118 invånare.

## Befolkningsutveckling
Antalet invånare i kommunen Sainte-Maure-de-Touraine
Referens:INSEE